# Decumani de Naples
Les decumani de Naples sont trois anciennes rues de Naples créées à la fin du VIe siècle av. J.-C. à l'époque grecque constituant le cœur du centre historique de Naples alors appelé Néapolis,.

## Historique
Il y a trois rues parallèles les unes aux autres, traversant la ville d'est en ouest, à peu près parallèlement au littoral. Le terme decumanus utilisé officiellement est en réalité un abus de langage car il caractérise un système d'urbanisation de l'époque romaine, alors que l'antique cité de  Néapolis, en revanche, a été fondée en tant que colonie grecque, donc bien avant l'avènement des Romains.

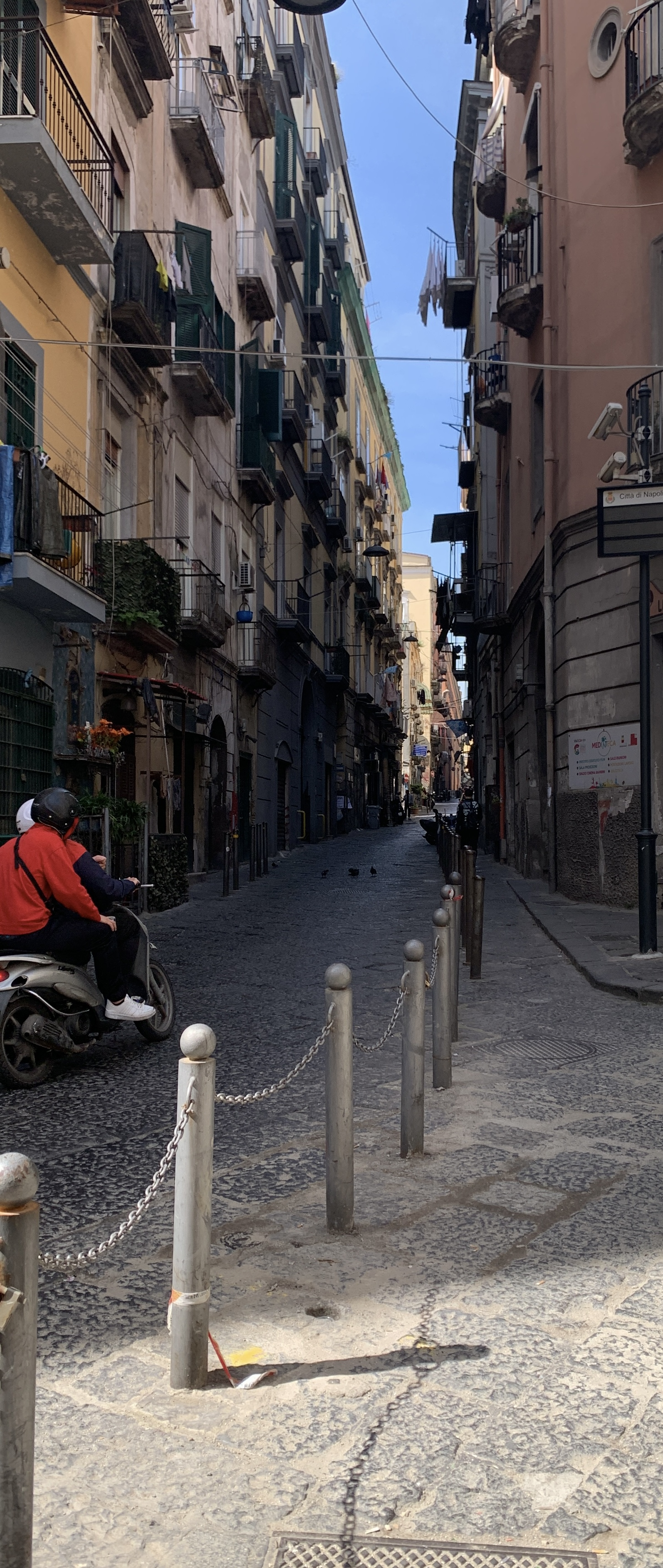
Decumanus supérieur (via Santa Sofia).

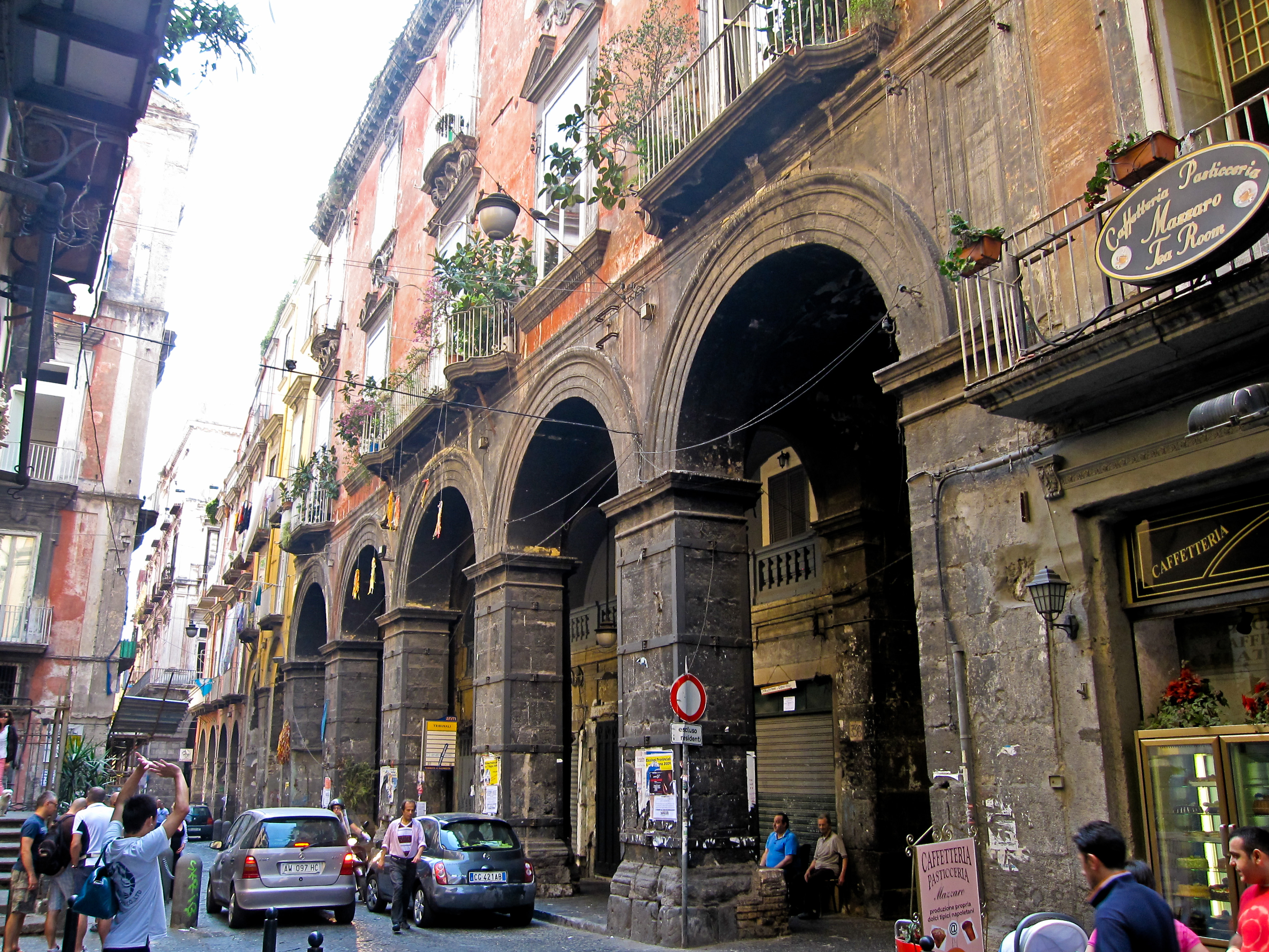
Decumanus majeur (via dei Tribunali).

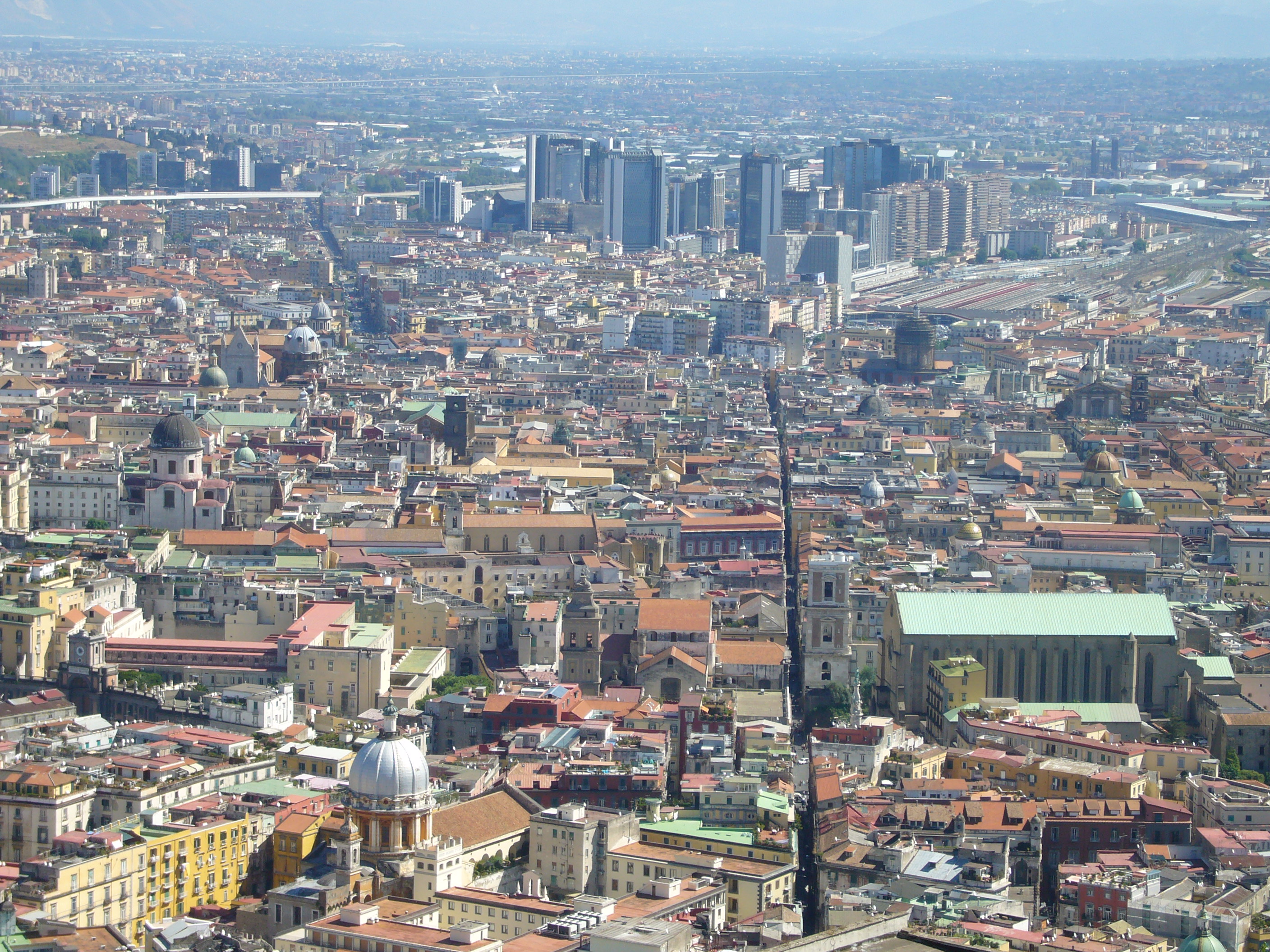
Decumanus inférieur ou Spaccanapoli.

Le système grec prévoyait un schéma routier strictement orthogonal dans lequel trois rues, la plus large (13 m pour le médian et environ 6 m pour les deux autres) et grande, appelée plateiai (singulier : plateia), traversaient l'ancien centre urbain en le divisant en quatre parties. De plus, ces rues principales étaient coupées perpendiculairement, du nord au sud, par d'autres rues plus petites (environ 3 m) appelées cardo maximus, qui constituent aujourd'hui les ruelles du centre-ville historique. Le réseau routier apparaît donc en réalité caractérisé par des rues principales (platèiai) et des rues secondaires (stenopòi) qui, combinées entre elles, divisent l'espace en blocs rectangulaires d'environ 180 m de long et environ 35 m de large. On estime que les routes secondaires de Néapolis qui traversaient les trois platesiai variaient de 20 à 23. 
Les trois decumani présentaient une similitude substantielle dans les deux latéraux tandis que celui du centre semblait plus grand que les deux autres et représentait la rue la plus importante de la ville antique. La plateia centrale correspond aujourd'hui à la via dei Tribunali et au point central de cette artère se trouvait l'agora à l'époque grecque, tandis qu'à l'époque romaine se trouvait le forum. L'agora elle-même, correspondant aujourd'hui à la Piazza San Gaetano, était divisée en deux par la rue principale où, du côté nord, près du temple des Dioscures (aujourd'hui basilique San Paolo Maggiore), se déroulaient les fonctions religieuses tandis que du côté sud il y avait le macellum, l'Ærarium et d'autres structures ayant des fonctions civiles. Ce n'est pas un hasard si les Scavi archeologici di San Lorenzo Maggiore (it), qui peuvent être visitées sous l'église du même nom, montrent les vestiges de l'époque grecque mêlés à ceux de l'époque romaine des mêmes marchés.
L'ancien système routier de Naples est aujourd'hui resté sensiblement inchangé, ayant dans certains points un niveau maximum de correspondance avec la structure originale, tandis que dans d'autres un niveau inférieur en raison des modifications, parfois radicales, que l'ancien tracé urbain a subi au fil du temps. 
- Le premier cas est celui du Spaccanapoli qui, en effet, si on l'admire depuis la colline du Vomero, montre encore sa parfaite linéarité du point de départ au point final du parcours.
- Le deuxième cas est cependant celui du decumanus supérieur, correspondant à la via della Sapienza (it), via Pisanelli, via dell'Anticaglia e degli Apostoli, via Santa Sofia, qui voit son aspect ancien considérablement modifié, montrant des bouleversements dans sa direction en plusieurs endroits. Parmi les pierres angulaires qui ont subi un réaménagement plus radical au cours des périodes ultérieures, il convient de citer l'actuelle Via Duomo, dont la route a subi un élargissement important par rapport à sa taille originale à la suite des interventions de réaménagement qui ont affecté la ville vers la fin du XIXe siècle.

### Les trois rue principales
- le decumanus supérieur (Decumanus superiore (it)) ;
- le decumanus majeur ou decumanus maximus ;
- le decumanus inférieur  ou spaccanapoli.

Les trois rues principales du noyau antique font partie de la partie du centre historique de Naples protégée par l'UNESCO et contiennent en leur sein un grand nombre de palais nobles, d'églises monumentales et de sites archéologiques de la ville.
Pour des raisons de simplicité et de coutume, aujourd'hui, dans l'usage courant, les termes plateiai et stenopoi ont été remplacés par les termes romains ultérieurs decumani et cardini. À l'époque romaine, cependant, les rues continuèrent à être considérées comme les rues principales de la ville et furent, dans certains cas, légèrement allongées (c'est le cas du decumanus inférieur, qui fut allongé vers le sud-ouest, dans la section de la Piazza del Gesù Nuovo jusqu'à via Domenico Capitelli).

## Galerie

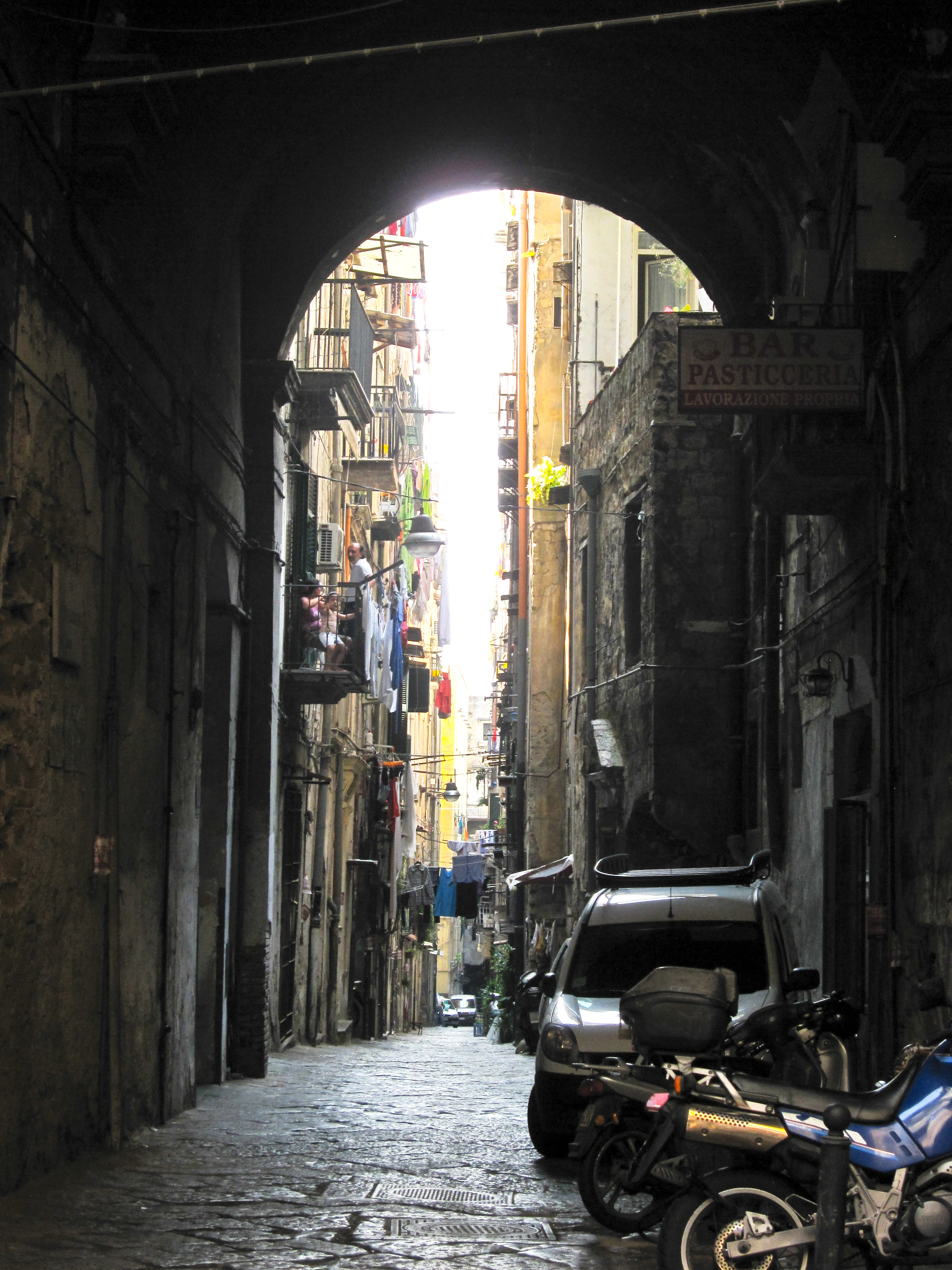
La Via San Nicola et Nilo, reliant le decumanus majeur au decumanus inférieur.
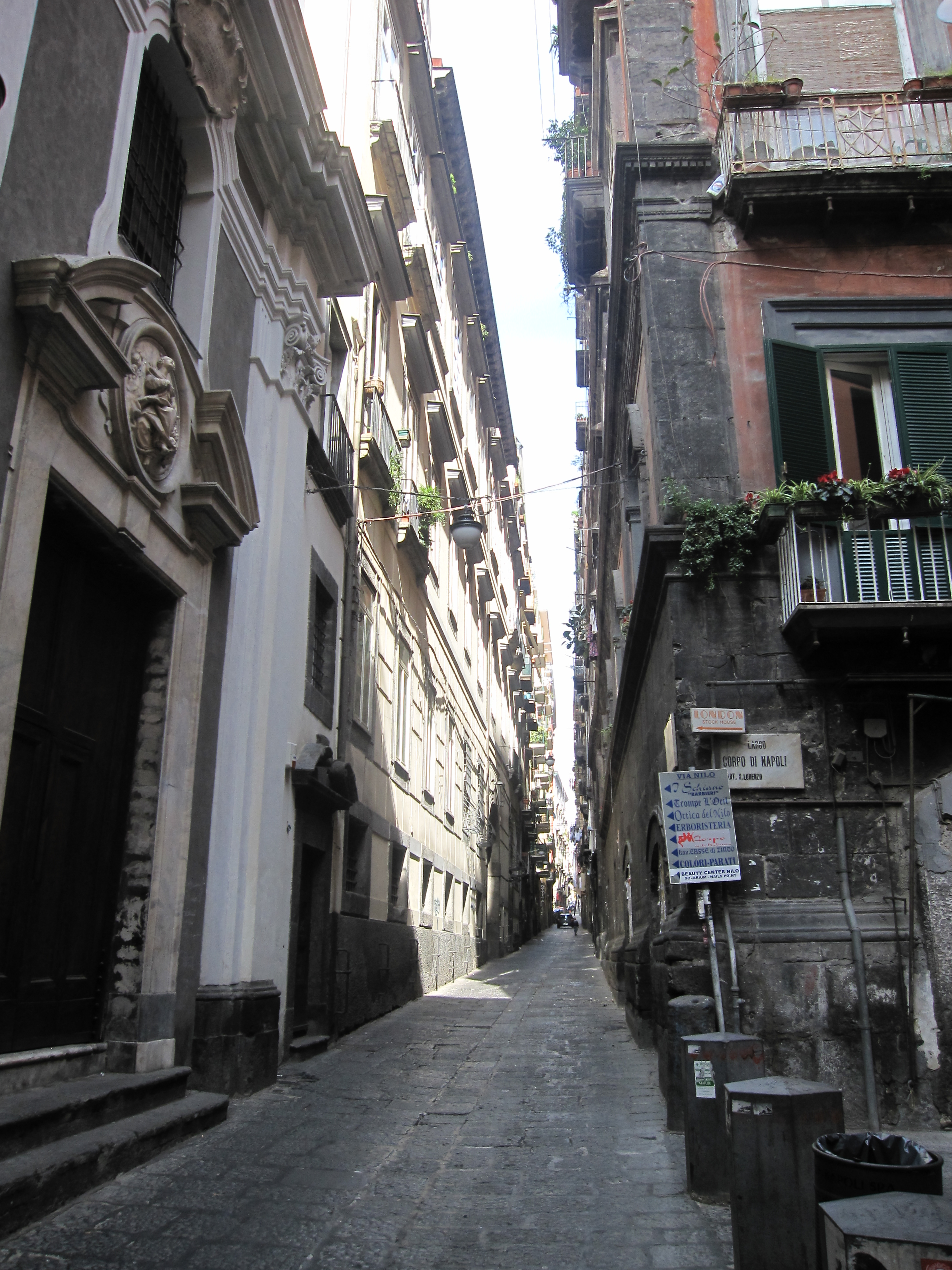
La Via Nilo reliant le decumanus inférieur au decumanus majeur.
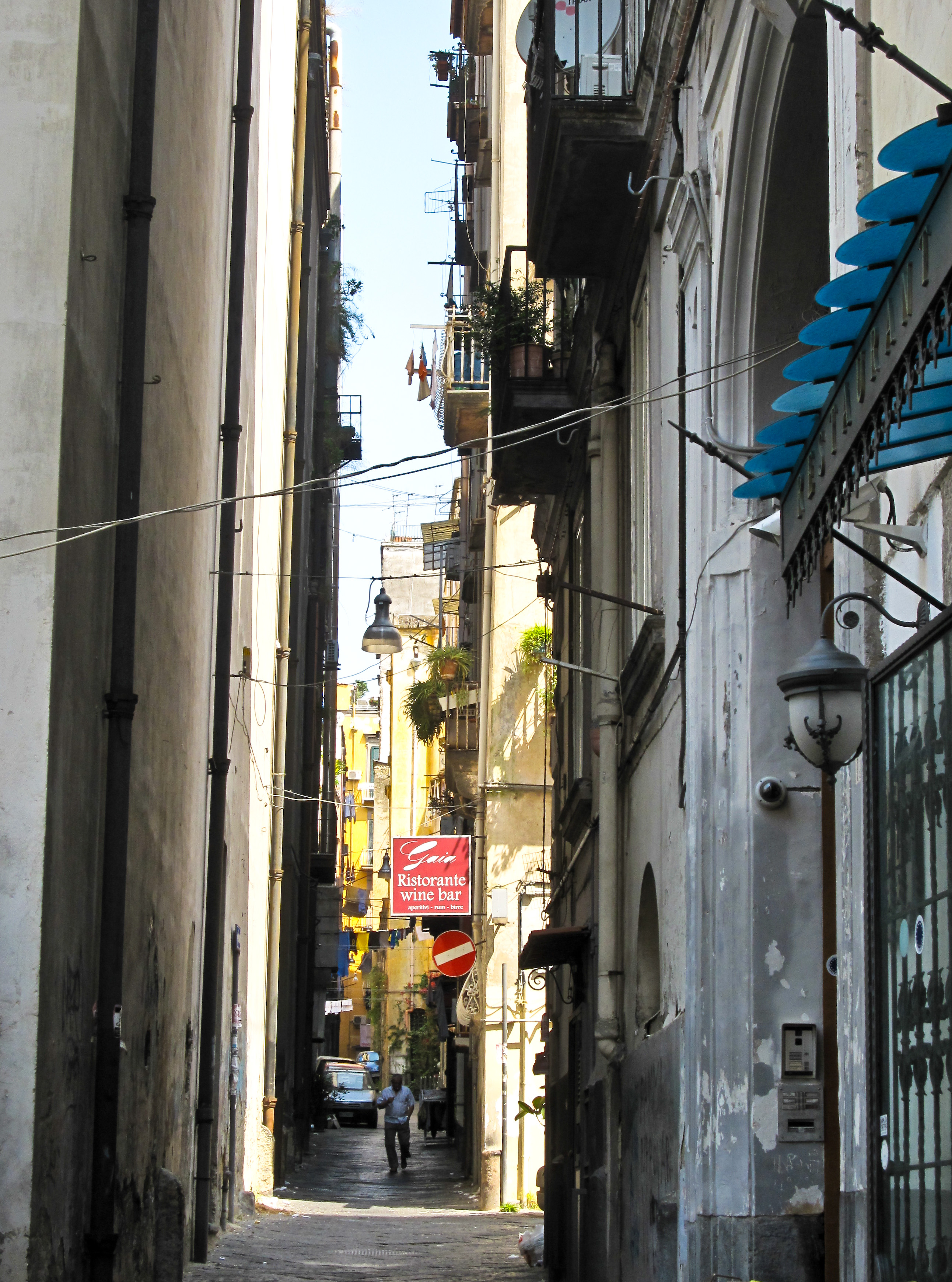
La Via Atri, reliant le decumanus supérieur au decumanus majeur.
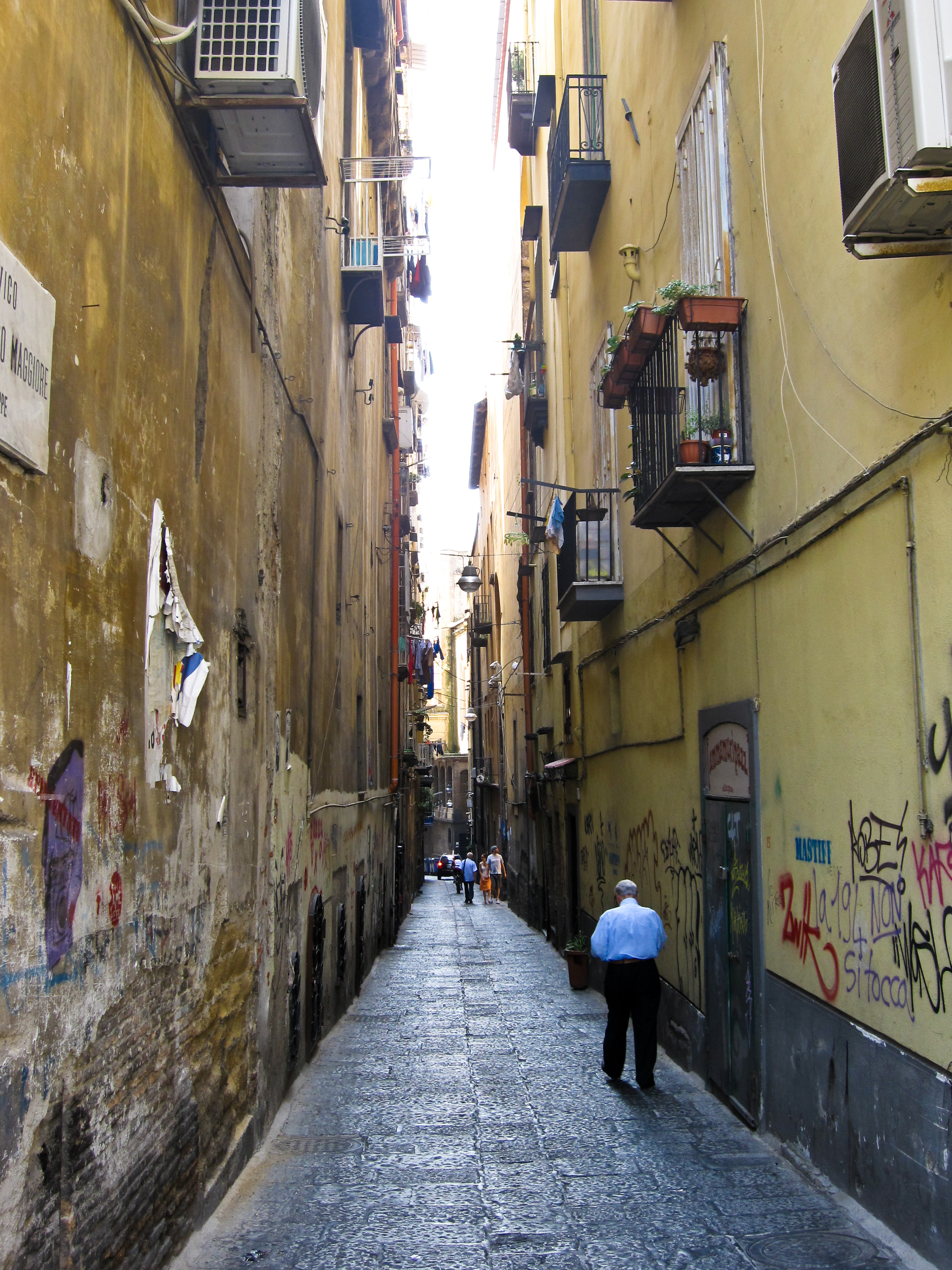
La Via San Domenico Maggiore.
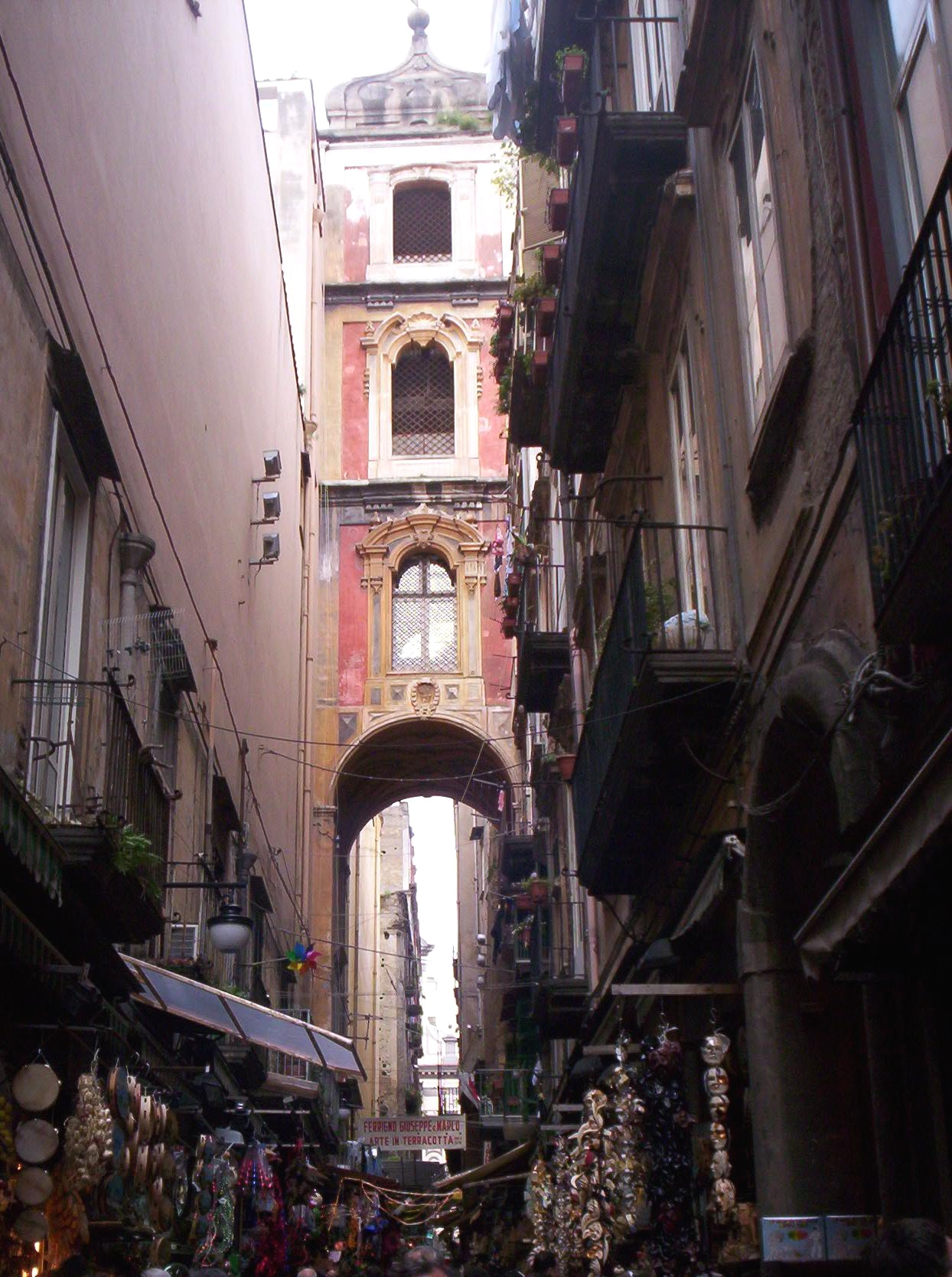
La Via San Gregorio Armeno.